# Український Народний Дім у Чернівцях
Український Народний Дім у Чернівцях — український дім, збудований наприкінці 19-го століття українською спілкою «Народний Дім», став центром українського життя у Буковині.
Йому судилося відіграти важливу роль у відродженні української мови та ідентичности перед Першою світовою війною, проводити націотворчу діяльність в період становленням і утвердження української Незалежності.
Будівля «Український народний дім» є власністю українського товариства «Народний Дім» вже понад 125 років, він є пам'яткою історії і охороняється державою.

## Створення товариства «Народний Дім»
Ідея заснувати українське товариство «Народний Дім» було проголошена в 1875 році на засіданні товариства «Руська Бесіда».
22 січня 1884 року крайовий уряд за підписом президента Буковини барона Алесані зареєстрував під числом 499 статут товариства «Руський Дім Народний», четвертого українського товариства Буковини після «Руської Бесіди» (1869), «Руської Ради» (1870) та студентського товариства «Союз» (1875).
Завдання викладене в першому параграфі Статуту: «Ціль товариства є підпирати і боронити матеріальні і моральні інтереси українців на Буковині».
Засобом для осягнення цієї цілі мала стати «будова „Народного Дому“ з театральною салею в Чернівцях» та «поміщення в нім буковинсько-українських товариств, що причиняються до розвитку буковинсько-українського народу…».
В лютому 1884-го були скликані установчі збори товариства «Народного Дому», на яких головою обрано — професора Єротея Пігуляка, а писарем учителя Омеляна Поповича.
Серед засновників і членів «Народного Дому» були відомі українські громадські діячі Буковини Сидір Винницький, Теофіл Драчинський, Залозецький Володимир, Ясеницький-Корнич Володимир, Филипович Володимир та ін.

## Побудова «Народного Дому»

Український Народний Дім. Графічне зображення

Одразу після створення товариства постало питання про спорудження власного будинку.
Спочатку винаймали приміщення у «Руської Бесіди» та інших.
В жовтні цього ж року серед місцевих українців розповсюджено звернення і започатковано збір коштів на власний будинок товариства.
Газета «Буковина» (перший номер якої вийшов в січні 1886 року) звернулась до українців краю, що інші нації краю — поляки, німці, євреї, румуни — всіма силами намагаються згуртуватися і побудувати власні народні доми, лиш українці дивляться на цю справу якось байдуже".
Про те, хоч поволі, але кошти збиралися.
Допомагали в зборі коштів під час канікул студенти українського походження. На будівництво Народного дому пожертвував кошти бургомістр Антін Кохановський, буковинський митрополит Аркадій (Чуперкович). Українські академічні художники Юстин Пігуляк і Микола Івасюк погодились намалювати по картині для лотерейного продажу на користь Українського Дому. Юрій Федькович пожертвував свої найкращі драматичні твори.

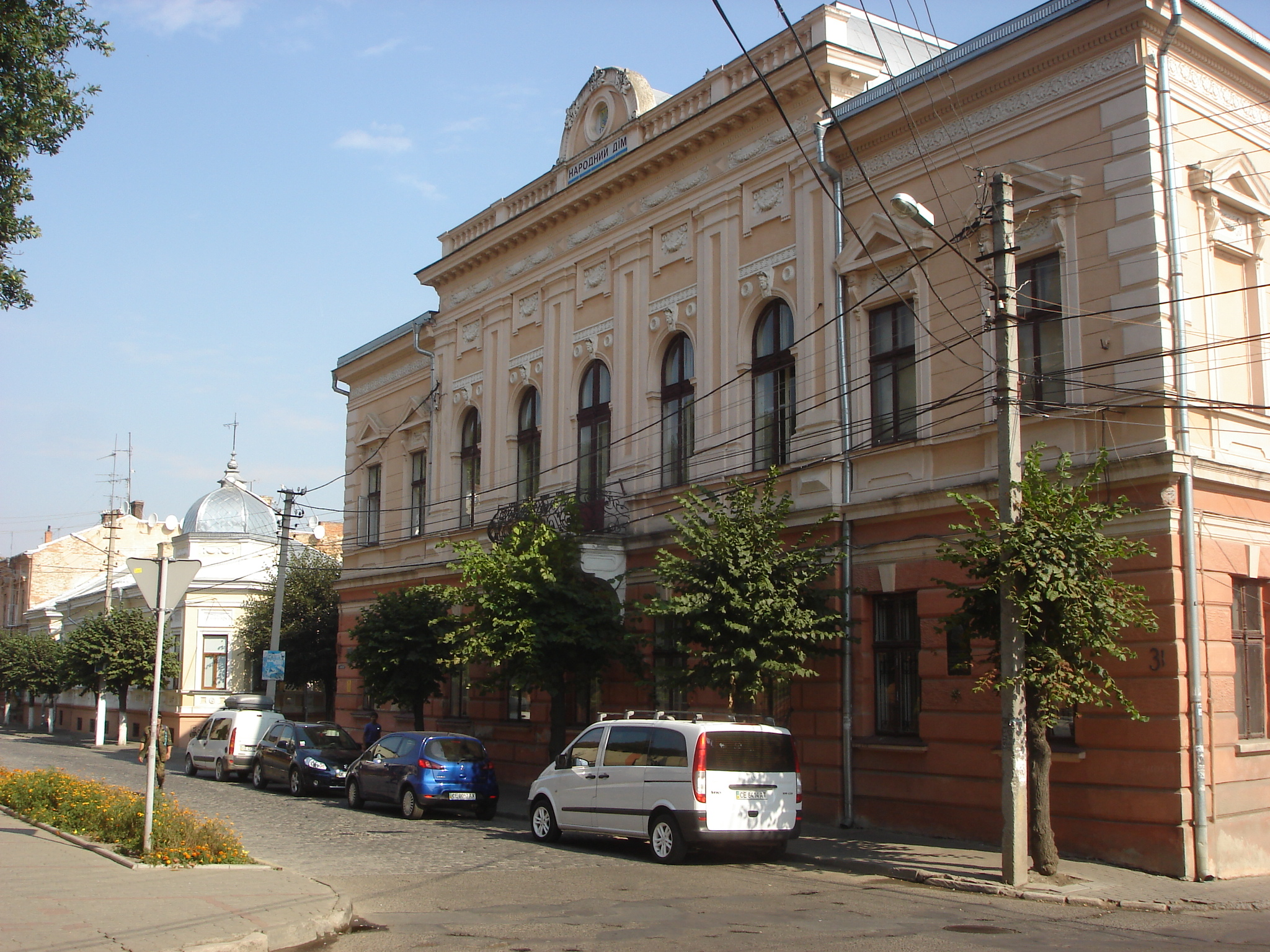
Український Народний Дім. Сучасний вигляд (2012)

Після Єротея Пігуляка товариство не тривалий час очолював о.Єротей Федорович. 1886 року — Сидір Воробкевич, його заступниками стали Сидір Винницький та Іларій Окуневський.
Завдяки зусиллям гурту товариство «Народний Дім» зуміло за короткий час придбати та розбудувати свою оселю.

Було придбано два будинки по вулиці Петровича і там же дві ділянки землі.
Один будинок мав 19 кімнат, другий — 5.
Будинки були трохи перебудовані і в 1888 році товариство і газета «Буковина» перейшли в своє приміщення.

## Перебудова «Народного Дому»
На початку 1896–1897 рр. навчального року з відкриттям в Чернівцях румунської гімназії з українськими паралельними класами, Народний Дім відкрив у своєму приміщенні хлоп'ячу бурсу. 12 січня 1897 року австрійський цісар Франц Йосип своїм Указом призначив з доходів державної лотереї 6000 золотих ринських на Народний Дім у Чернівцях. 1899 року було проведено перебудова приміщення Народного дому.
На той час товариство «Народний дім» мало 159 засновників, серед них — 73 вчителі, 26 урядовців, 21 священник, 12 жінок, 9 професорів, 6 господарів, 4 лікарі, троє міщан, одна громада та чотири товариства. Товариство «Народний Дім» отримало вже двоповерховий будинок.

## «Народний Дім» перед Першою світовою війною

Перед Першою світовою війною майже всі українські товариства знаходилися в приміщенні «Народного Дому».
2 червня 1907 р. почесним членом товариства було названо посла австрійського парламенту, визначного українця Миколу Василька.
У Народному домі бували Михайло Грушевський, Іван Франко, Леся Українка, Гнат Хоткевич, Василь Стефаник, Володимир Винниченко та ін.
Тут надруковано першу книжку видатного українського новеліста Марка Черемшини, тут 1913 році виступав із читанням власних творів великий український письменник Іван Франко.
Розписи актового залу на другому поверсі належать видатній українській малярці Августі Кохановській.

## 1918 рік
Події 1918 року не оминули й Українського Народного Дому, який на той час став центром українського національного руху.
23 вересня  в Народному Домі відновлено діяльність товариства «Українське Касино» (голова О. Попович), правління якого складалося з майбутніх членів Української Національної Ради та членів українського уряду Буковини.
Як осідок Буковинської делегації Української Національної Ради, згодом Буковинського  Крайового Комітету, Народний Дімстав дійсним центром українського національного руху на Буковині.
Увечері 12 жовтня в Народному Домі відбулася нарада української інтелігенції з усіх партій в «Українському Касино», на якій обрано О. Безпалка головним референтом на міщанське віче наступного дня, а також схвалено проєкт підготовлених ним резолюцій. Міщанське віче розпочалося о 15-ій год. в великій залі Народного Дому 13 жовтня під головуванням О. Поповича в Народному Домі, на ньому прийнято резолюцію в підтримку права буковинських українців на самовизначення та визначено квоту делегатів на українську Конституанту у Львові. 24 жовтня відбулось перше засідання Буковинської делегації Української Національної Ради відбулося в Народному Домі,  делегацію названо «Буковинським Крайовим Комітетом».
Перше засідання БКК було скликане в Народному Домі 25 жовтня, друге 27 жовтня, і відтоді засідання БКК відбувалися тут щодня о 17 год., часто двічі на день – вранці і ввечері. В Народному Домі діяли і комісії БКК – редакційна (гол. М. Кордуба), народної Оборони (гол. О. Безпалко), фінансова (гол. Р. Цегельський), міжнародна (гол. О. Попочив), адміністративна (гол. Г. Лисинецький), а також правління БКК (гол. О. Попович, заст. А. Артимович, секр. М. Литвинович). На засіданні 27 жовтня в Народному Домі БКК ухвалив підготовлений О. Безпалком проєкт маніфесту «До українського народу Буковини!», в якому повідомлялося  буковинців про проголошення української держави у Львові у складі українських земель Буковини, Галичини і Мадярщини, та закликалося буковинських українців з цілого краю, з кожного села зійтися на всенародне віче в Народному Домі в Чернівцях 03 листопада о 10 годині рано.
28 жовтня у великій залі Народного Дому відбулися збори українського студентства Чернівецького університету, які висловили підтримку заснуванню української держави та протест проти румунських зазіхань на цілу Буковину.
03 листопада   в Народному Домі відбулися Головні збори Буковинського віча, де вперше були зачитані і схвалені його резолюції; тому що кілька тисяч учасників віча не могли поміститися в залі, вони заповнили ціле подвір’я Народного Дому та прилеглу до нього частину вулиці Петровича. Українські депутати австрійського парламенту виступали зі сходів у подвір’ї, інформуючи людей про події у Львові та вносили пропозиції прилучити населені українцями частини Буковини до Східної Галичини, що спільно утворити західноукраїнську незалежну державу та визнати Державний Секретаріат у Львові як наш уряд. Водночас збори українців відбувалися в залі Музичного товариства (організатор українська національно-демократична партія) та в приміщенні Робітничого Дому (старого театру) (організатор українська соціал-демократична партія). Згодом багатотисячних похід українців під національними стягами пройшов, приєднуючи до себе по дорозі учасників двох інших зборів, від Народного Дому вулицями Петровича, Руською, через площу Ринок та вул. Гімназійну на площу Єлизавети, повністю запруджену маніфестантами. Тут після коротких промов О. Безпалка та М Спинула, учасники Буковинського віча схвалили його резолюції, проголосили «ура» на честь самостійної української держави та завершили віче співом гімну «Вже воскресла Україна».
«В «НародньомуДомі» кишить від людей, кипить всяка робота, що тут зосереджується», – згадував О. Попович. Тут з 2 листопада 1918 року містився штаб українських військових добровольців, які патрулювали вулиці міста та намагалися стримати анархію в Чернівцях. Вони звозили до Народного Дому конфісковане в грабіжників майно з військових складів, утворюючи вкрай необхідний для нової української влади запас продуктів. Почавши з 03 листопада  до Народного Дому почали масово приходити мешканці Чернівців та військові, вимагаючи полагодження їхніх справ. 04 листопада на вечірнє засіданні БКК до Народного Дому прийшов останній австрійський бургомістр Чернівців А. Мінкуш з пропозицією створити міжнаціональну міську сторожу. Зважаючи на величезну кількість адміністративних справ, які мусів полагоджувати БКК, 05 листопада в Народному Домі запрацювало постійне урядове бюро під керівництвом М. Литвиновича.
На розширеному вечірньому засіданні БКК в Народному Домі 05 листопада ухвалено рішення розпочати перебрання влади наступного дня, іменовано кандидатури на зайняття найвищих урядових постів та затверджено текст «Універсалу до вільних громадян усіх народностей і верств в краю». З Народного Дому об 11.30 годині ранку 06 листопада вирушили до найголовніших крайових установ визначені Крайовим Комітетом представники на чолі невеликих (10-15 вояків під командою українського офіцера) військових загонів, виконуючи доручене їм завдання перебрати владу в тих установах та призначити для кожної з них українських комісарів. На засіданні БКК 7 листопада 1918 року вирішено повернути керівному органові буковинських українців  назву Українська Національна Рада.
11 листопада 1918 року влада у Буковині перейшла до рук румунів, в Чернівці вступили румунські війська, було проведено обшук у приміщенні Народного Дому і заборонено без дозволу військових користуватись ним.

Так тривало до 1920 року.

## Румунський період
9 червня 1920 року відбулися перші загальні збори товариства після війни. На них головою товариства обрали повітового шкільного інспектора Олександра Купчанка.
В 1922 і 1923 роках склалась така ситуація, що українські товариства можуть втратити своє майно, тому 1 лютого 1924 року ухвалено рішення про продаж власності Народного Дому українській фінансовій інституції «Кредитний банк у Чернівцях» з головною умовою: відкупу майна згодом.
1 липня 1930 року вирішено відкупити власність, але до згоди з кредитним банком дійшли тільки у січні 1931 року, внаслідок чого все майно повернулося у власність Народного Дому.

## Керівники Народного дому (1884–1934)
- Єротей Пігуляк (1884–1885)
- о.Єротей Федорович (1885–1886)
- о.Сидір Воробкевич (1886–1887)
- Сидір Винницький (1887–1898)
- Володимир Ясеницький (1898–1911)
- о.Євгеній Семака (1911–1912)
- о.Мелетій Галіп (1912–1916)
- Єротей Пігуляк (1916–1920)
- Олександр Купчанко (1920–1921)
- Іван Радомський (1921–1922)
- о.Теофіл Драчинський (1922–1923)
- Олександр Купчанко (1923–1934)
- Теофіл Бриндзан (1935–1940)
- Роман-Іван Завада (1992-1993)
- Володимир Старик (1993-по сьогодні)

## Радянський період

З приходом в 1940 році на Буковину радянської влади Український Народний Дім було закрито.
В 1944 році, після повернення радянської влади в Чернівці, будинок Народного Дому було передано під клуб НКВС (рос. НКВД), а потім, згідно з Постановою № 61 Чернівецької міської ради від 5 лютого 1945 року, «як збудоване на кошти, зібрані серед селян та інтелігенції Буковини» відведено під Дім учителя.
Пізніше тут також розмістили Будинок художньої самодіяльності, Правління обласної спілки письменників, Чернівецький обласний центр народної творчості.

## Відновлення діяльності товариства «Український Народний Дім»
Ініціатором відновлення діяльності товариства «Український Народний Дім» в 1990 році був відомий на Буковині культурно-громадський і політичний діяч Володимир Старик.
В березні 1992 року голова Чернівецької міської ради Віктор Павлюк передав першому голові відновленого товариства «Український Народний Дім в Чернівцях» Роману-Івану Заваді ключі від звільнених кімнат Народного Дому.

## Діяльність «Українського Народного Дому» в період Незалежності
З 1993 року і по сьогодні головою товариства «Український Народний Дім» є Володимир Старик.
Першими громадськими організаціями, які розгорнули свою діяльність в приміщенні Українського Народного Дому на початку 1990-х років, були Товариство української мови ім. Т. Шевченка «Просвіта», «Зелений рух Буковини», Спілка Українських Студентів, студентська корпорація «Запороже», Організація українських націоналістів, молодіжна скаутська організація «Пласт». Тут також розмішувалася відновлена газета «Час».
Після відселення обласного Будинку учителя в інше приміщення Товариству «Народний Дім» було повернуто другий поверх споруди, що дало можливість розмістити тут офіси Чернівецької крайової організації Народного Руху України та Чернівецького обласного відділення Всеукраїнського товариства «Просвіта» імені Т. Г. Шевченка.
Народний Дім знову став місцем проведення громадсько-політичних та культурно-освітніх заходів, які тут проводять різні українські організації Буковини.
Український Народний Дім є пам'ткою архітектури місцевого значення

## Інформаційні дошки на будівлі Українського Народного Дому

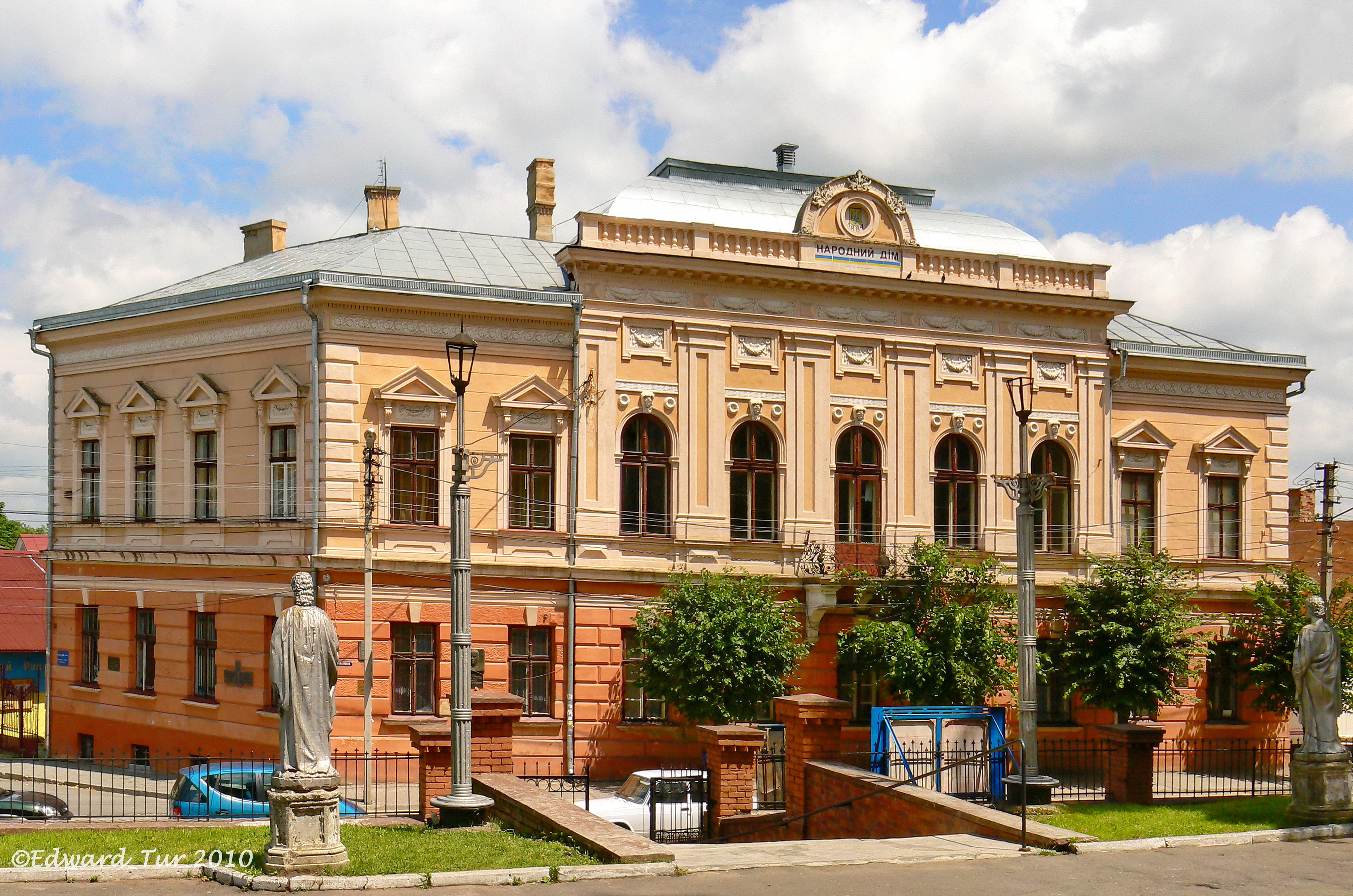
Старе фото Українського дому